# KR-völlur
Il KR-völlur è uno stadio a uso polivalente di Reykjavík, in Islanda. È principalmente usato per gli incontri di calcio.
L'impianto ha una capacità di 2 900 posti (1 550 a sedere e 1 400 in piedi), anche se l'affluenza record raggiunta il 26 settembre 1988 in occasione dell'incontro tra Knattspyrnufélag Reykjavíkur e Íþróttabandalag Vestmannaeyja fu di 5 400 spettatori.
Come indicato dal nome lo stadio ospita la squadra del KR Reykjavík, che vi disputa gli incontri in casa durante il campionato di calcio islandese.